# セントゥール・インターナショナル・サーキット
座標: 南緯6度32分9.1秒 東経106度51分24.4秒 / 南緯6.535861度 東経106.856778度
セントゥール・インターナショナル・サーキット（英語: Sentul International Circuit）は、インドネシア・西ジャワ州ボゴールにあるサーキット。

## 歴史
1990年代にアジアで2番目のフォーミュラ1が開催できるようにスハルト元大統領の息子トニー・スハルトによって計画された。1994年にサーキットが完成したが、1997年のアジア金融危機が起こりF1開催は断念された。
1996年・1997年にはロードレース世界選手権（世界GP）インドネシアGPが行われ、1997年は岡田忠之がGP500クラスで初優勝した。
その後は、インドネシア国営石油会社Pertaminaによってアジア・フォーミュラ3スーパーシリーズなどが開催されている。

## サーキットの特徴
- トラックの全長 : 4.12 km (2.56 miles)
- トラックの横幅 : 15 m
- ストレートの長さ : 900 m
- FIA グレード2
- 50 Pit garages
- 2 covered grandstands

## 結果
GP2アジア
| シーズン | レース1の勝者  | レース2の勝者          |
| -------- | -------------- | ---------------------- |
| 2008     | ブルーノ・セナ | ファイルズ・ファウジー |

A1グランプリ
| シーズン  | スプリント・レースの勝者 | フィーチャー・レースの勝者 |
| --------- | ------------------------ | -------------------------- |
| 2005-2006 | ニコラス・ラピエール     | ショーン・マッキントッシュ |
| 2006-2007 | ジョニー・リード         | ジョニー・リード           |

スピードカー・シリーズ
| シーズン | レース1の勝者  | レース2の勝者      |
| -------- | -------------- | ------------------ |
| 2008     | ジャン・アレジ | ウヴェ・アルツェン |

アジア・フォーミュラ3選手権
2005年シリーズ
| ラウンド | 優勝             | ファステストラップ        |
| -------- | ---------------- | ------------------------- |
| 10       | タイソン・サイ   | タイソン・サイ (1'24.594) |
| 9        | タイソン・サイ   | タイソン・サイ (1'24.791) |
| 8        | アナンダ・ミコラ | ジョン・オハラ (1'25.092) |
| 7        | ジョン・オハラ   | ジョン・オハラ (1'25.221) |

2006年シリーズ
| ラウンド | 優勝                     | ファステストラップ                  |
| -------- | ------------------------ | ----------------------------------- |
| 15       | 中止                     | 中止                                |
| 14       | ジェームス・ウィンスロウ | アリー・ジャクソン (1'25.929)       |
| 13       | ジェームス・ウィンスロウ | ジェームス・ウィンスロウ (1'26.011) |
| 12       | ジェームス・ウィンスロウ | ジェームス・ウィンスロウ (1'26.447) |
| 11       | ジェームス・ウィンスロウ | ジェームス・ウィンスロウ (1'26.179) |
| 10       | ジェームス・ウィンスロウ | ジェームス・ウィンスロウ (1'26.167) |